# Triangle Film Corporation
L'11 luglio 1915 venne legalmente formata la Triangle Film Corporation (o Triangle Motion Picture Company) da tre gruppi distinti, fusi sotto la direzione di Harry Aitken:
- la Fine Arts - dipartimento posto sotto la direzione artistica di David Wark Griffith
- la Kay-Bee, che doveva il suo nome alle iniziali dei proprietari, Adam Kessel e Charles Bauman, diretta da Thomas H. Ince
- la Keystone, sotto la direzione di Mack Sennett, dedicata alle comiche, programma di complemento agli altri due gruppi

Ognuno dei tre gruppi era perfettamente autonomo.  Durante il periodo di attività degli studios, Griffith non girò che un solo film, Intolerance, mentre supervisionava il lavoro dei suoi registi.
Dal canto suo, Ince diresse anche lui un solo film, Civilization, mentre il suo lavoro principale rimase quello di supervisionare e montare i film di tutti i suoi collaboratori.
Mack Sennett girò o supervisionò centinaia di comiche.

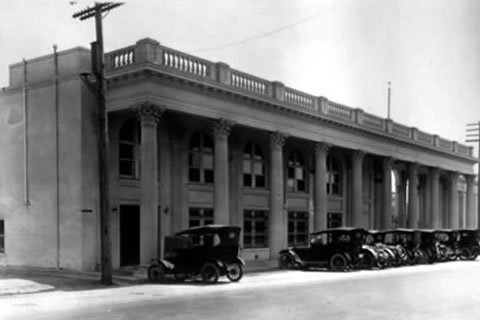
Gli studi della Triangle a Culver City nel 1916

## Storia
La Triangle venne fondata dai fratelli Harry e Roy Aitken. Provenienti dalle zone agricole del Wisconsin, gli Aitken furono tra i pionieri dello studio system hollywoodiano: Harry era stato socio di David Wark Griffith agli Studios Reliance-Majestic, dopo che era stato licenziato dalla Mutual Film Corporation in seguito all'inaspettato successo di La nascita di una nazione, che provocò proteste e manifestazioni nelle città del Nord a causa delle implicazioni razziste contenute nel film.
La nuova casa di produzione fu una delle prime compagnie a organizzarsi utilizzando uno schema a sviluppo verticale. Combinando insieme produzione, distribuzione e gestione delle sale, con la Triangle Film Corporation gli Aitken crearono lo studio più dinamico della Hollywood delle origini, attirando - tra registi e attori - i più importanti nomi del cinema dell'epoca: da Mary Pickford a Lillian Gish, Roscoe "Fatty" Arbuckle e Douglas Fairbanks. Braccio distributivo della casa fu la Triangle Distributing Company di William Wadsworth Hodkinson, Raymond Pawley e S.A. Lynch.
La Triangle produsse alcuni dei film più importanti dell'epoca del muto: si andava dalle comiche dei Keystone Cops fino ad arrivare all'epica di film come il kolossal Intolerance.
Per i proprî film, la Triangle aveva bisogno di studi di posa dove girare gli interni. Quindi li fece costruire a Culver City. Sono gli studios che poi, alla chiusura della casa di produzione, saranno ceduti a Samuel Goldwyn per la sua Goldwyn Pictures Corporation e che poi, nel 1924, passeranno alla MGM (e, di conseguenza, alla storia del cinema).

## Triangle Studios

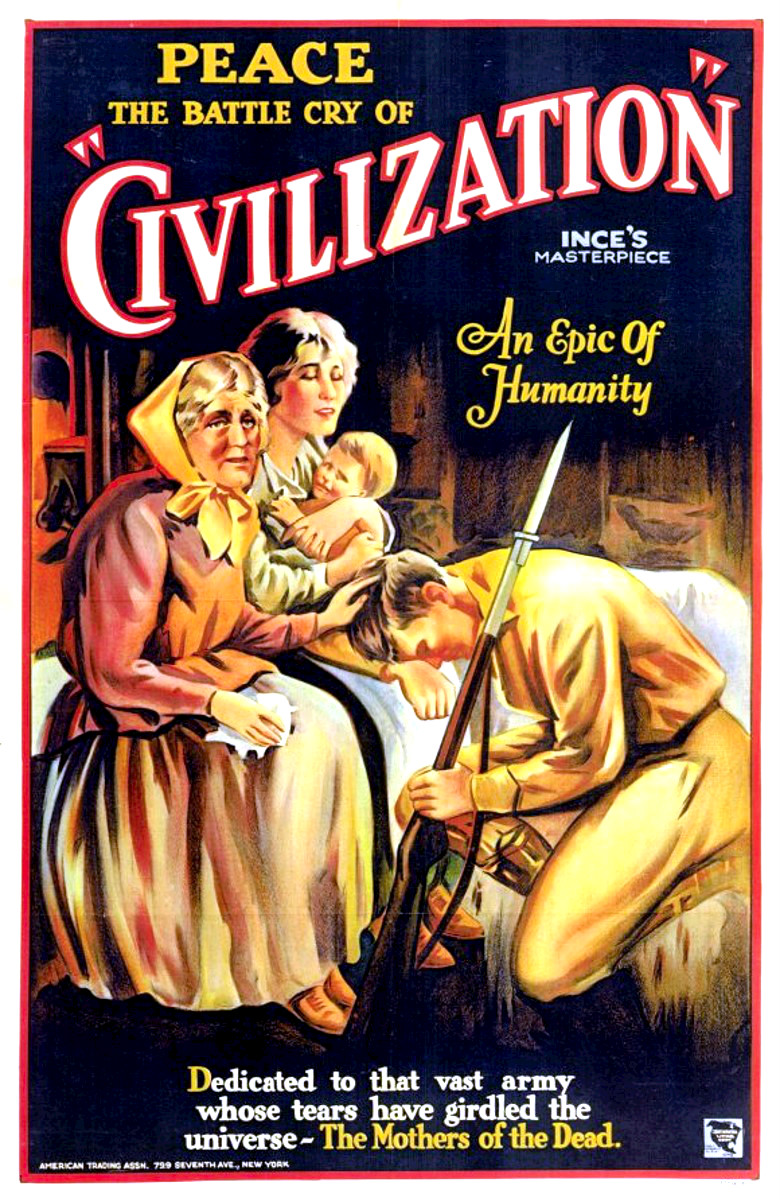
Civilization, l'unico film diretto da Thomas H. Ince durante il periodo Triangle

Nel 1915, Ince era uno dei registi/produttori più conosciuti e più potenti del mondo del cinema. Circa in quel periodo, Harry Culver lo conobbe mentre girava uno dei suoi western a Ballona Creek. Impressionato dal suo talento, Culver convinse Ince a spostare i suoi Inceville Studios dalla spiaggia a Culver City. Lo stesso anno, Ince lasciò NYMP e il 19 luglio si associò a Griffith e a Mack Sennett per fondare la Triangle Motion Picture Company. Gli studi della Triangle (vista dall'alto, a volo d'uccello, la proprietà presentava una forma triangolare) furono costruiti al 10202 di W. Washington Blvd. Sarebbero poi diventati, in tempi più recenti, sede dei Sony Pictures Studios. La prima vera casa di produzione di Culver City cominciò a prender forma con la costruzione di una facciata che esibiva un'entrata spettacolare composta di una fila di colonne in stile greco che fronteggia ancor oggi Washington Boulevard.
Con Ince quale vice presidente, la Triangle annunciò un programma produttivo focalizzato su lungometraggi epici e di qualità. Ince e i suoi partner avrebbero partecipato finanziariamente alla produzione dei film.
Benché Ince fosse un regista molto attivo in quel periodo, all'epoca della sua partecipazione alla gestione della Triangle lasciò quasi completamente la regia dedicando il suo tempo alla supervisione di gran parte dei film prodotti e lavorando soprattutto come produttore esecutivo. L'unica pellicola che firmò come regista fu Civilization, film epico di grande impatto spettacolare che propugnava la pace e la neutralità dell'America, ambientato in un paese ideale e dedicato alle madri che avevano perso i figli nella prima guerra mondiale. Civilization batté al botteghino gli incassi di Intolerance di Griffith. La pellicola fu, in seguito, scelta per la preservazione dal National Film Registry della Library of Congress come film "culturalmente, storicamente e esteticamente significativo".
Ince, durante la sua gestione, aggiunse alcuni teatri di posa e un ufficio amministrativo prima di vendere nel 1918 la sua quota della Triangle a Griffith e a Sennett.
Tre anni più tardi, gli studi furono acquistati dalla Goldwyn Pictures e, nel 1924, diventarono parte degli studios della Metro-Goldwyn-Mayer.

## Galleria d'immagini

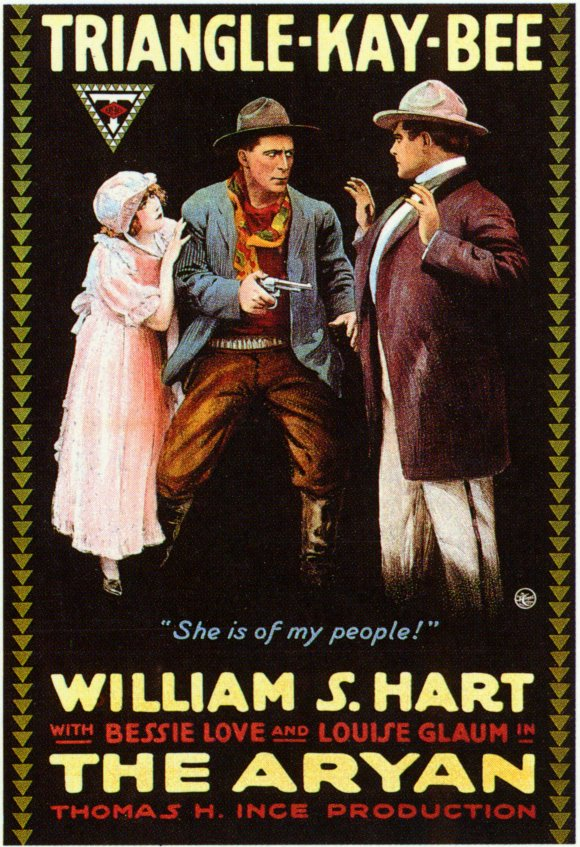
The Aryan (1915)
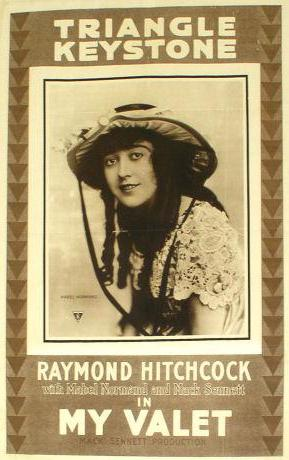
My Valet (1915)
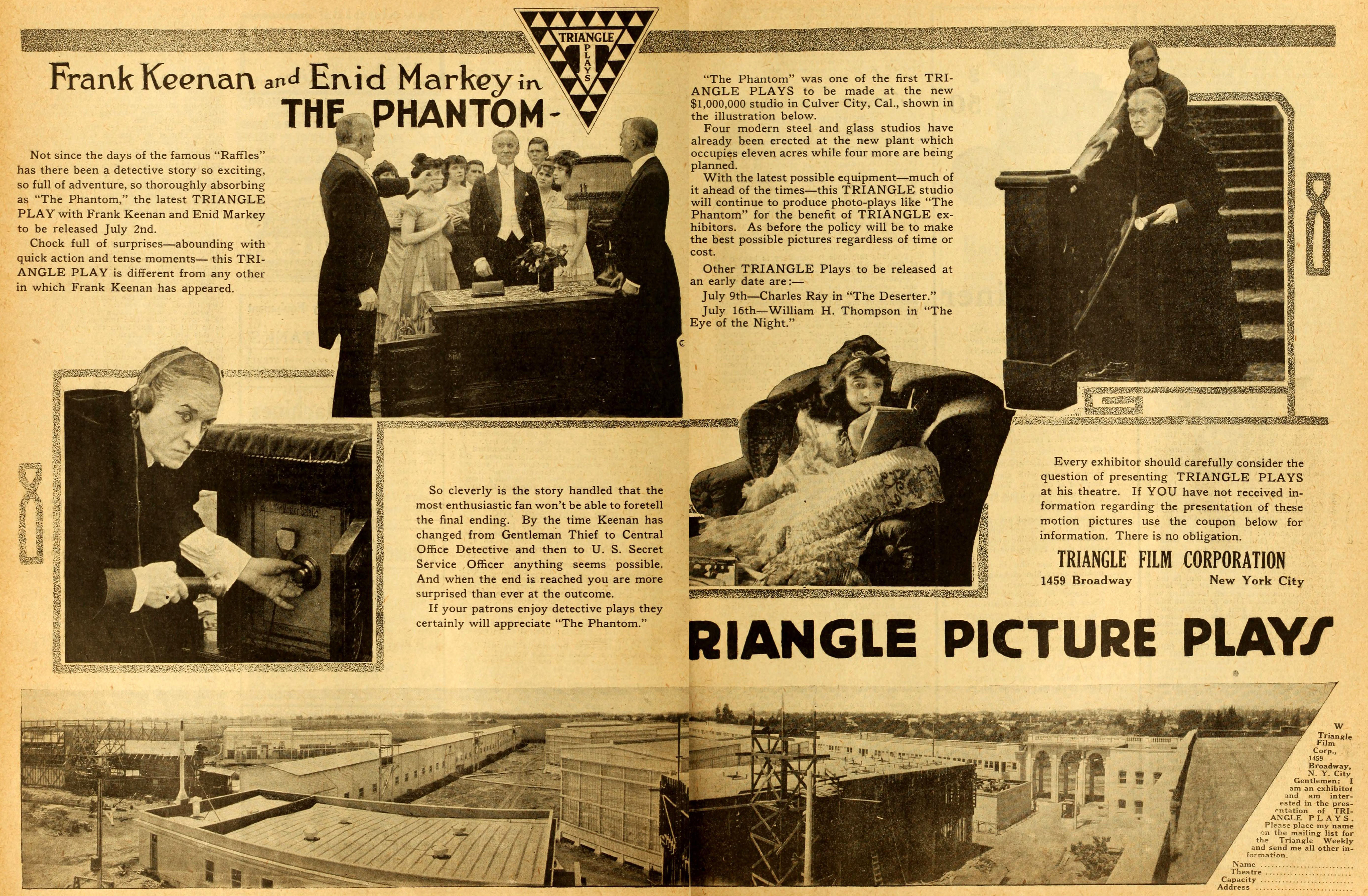
The Phantom (1916)
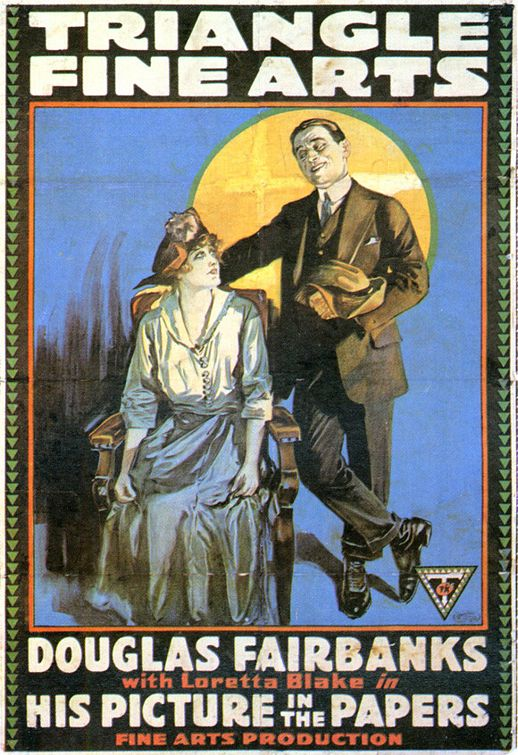
L'eroico salvataggio del diretto di Atlantic (1916)
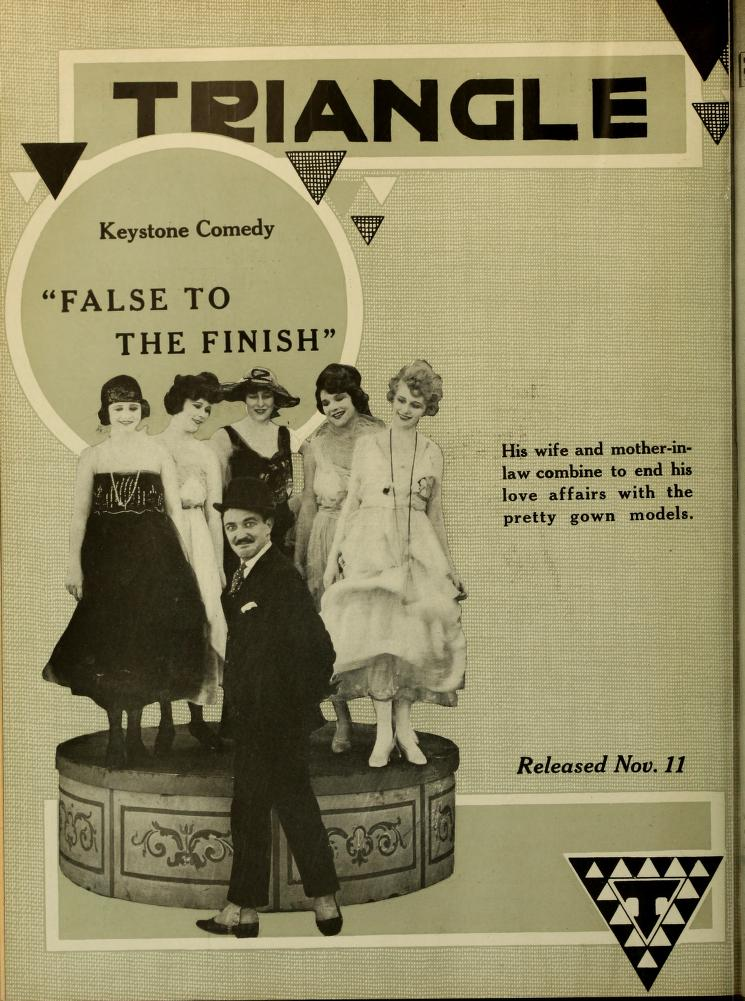
False to the Finnish (1917)
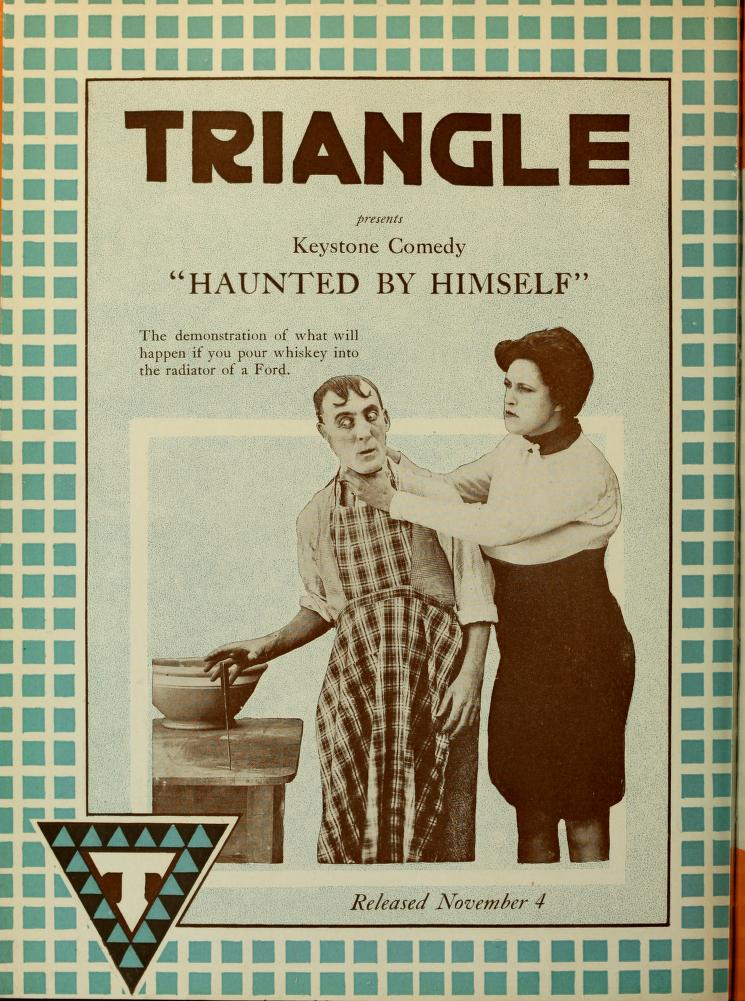
Haunted by Himself (1917)
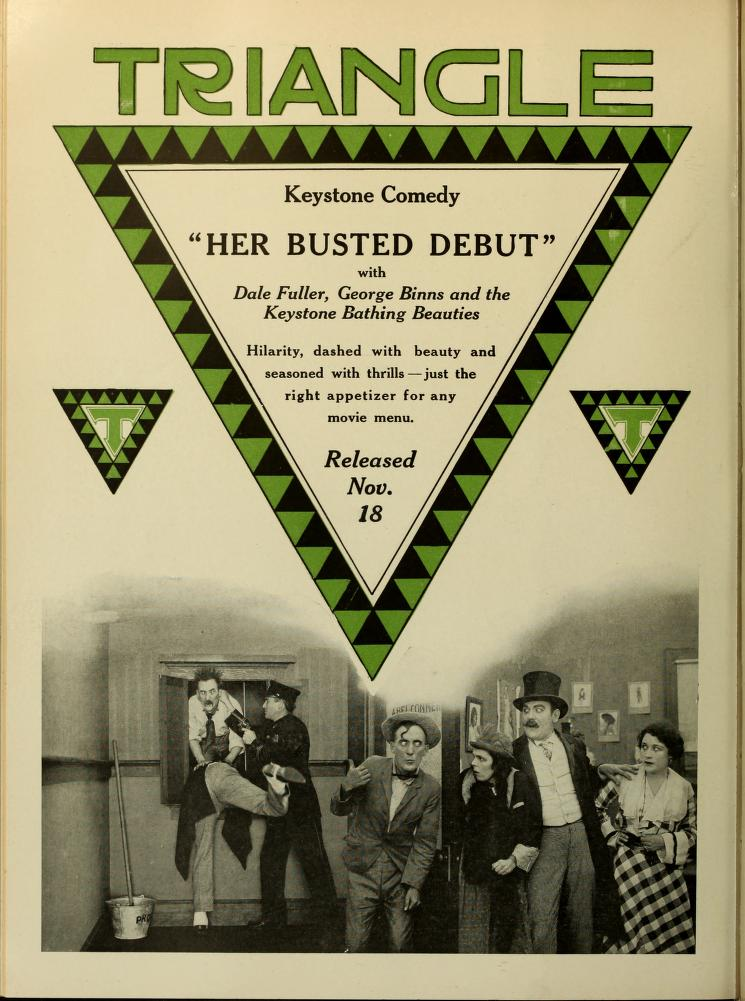
Her Busted Debut (1917)
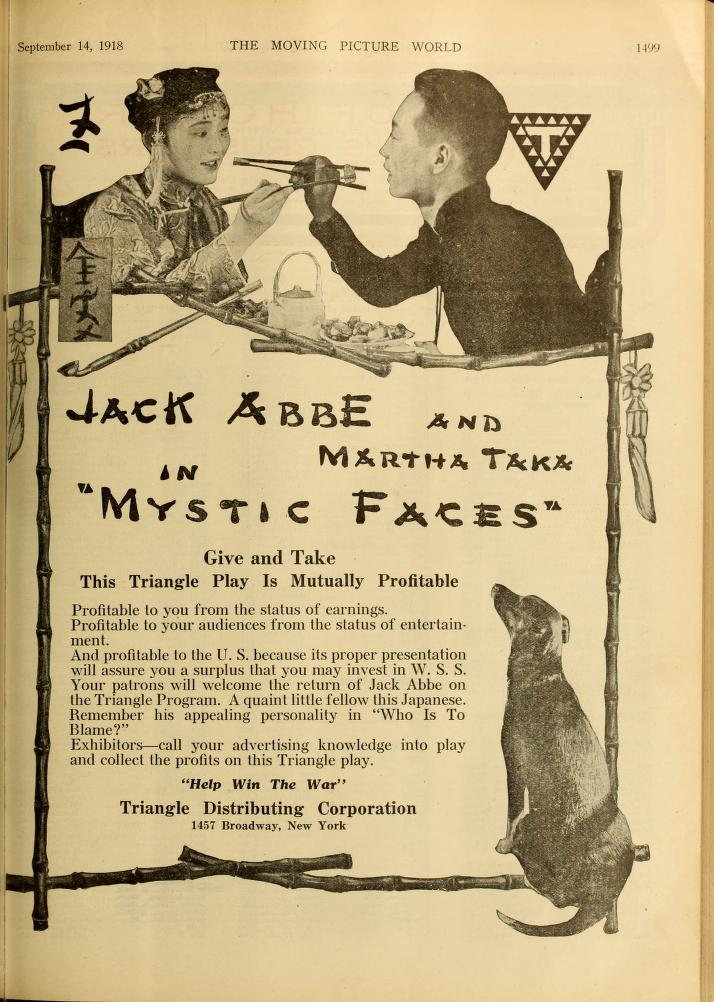
Mystic Faces (1918)
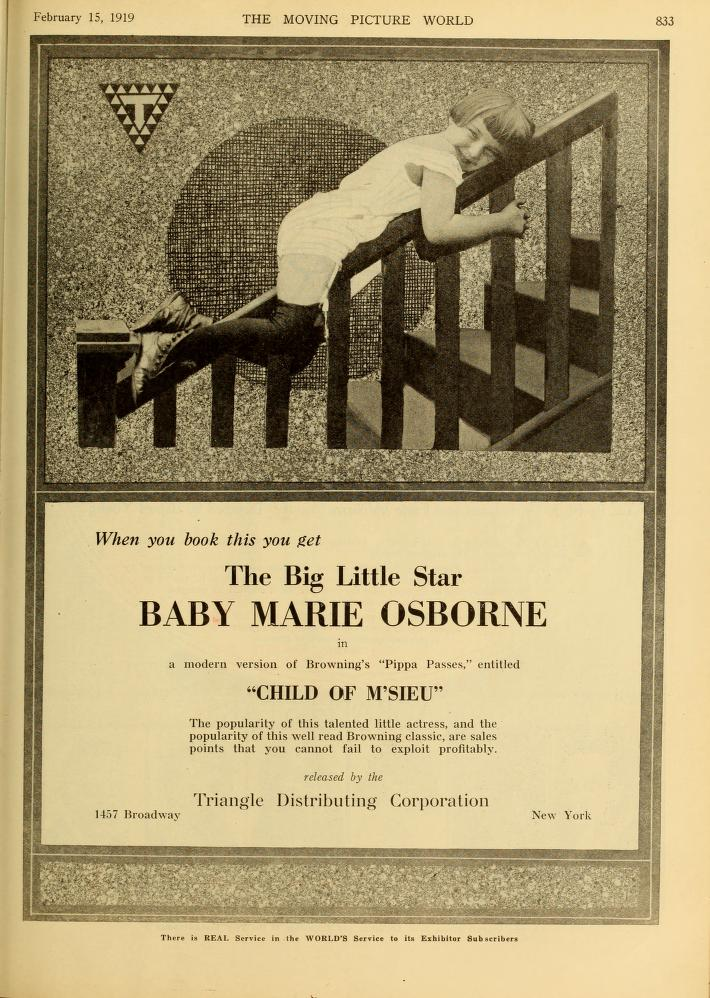
Child of M'sieu (1919)